# C-cel

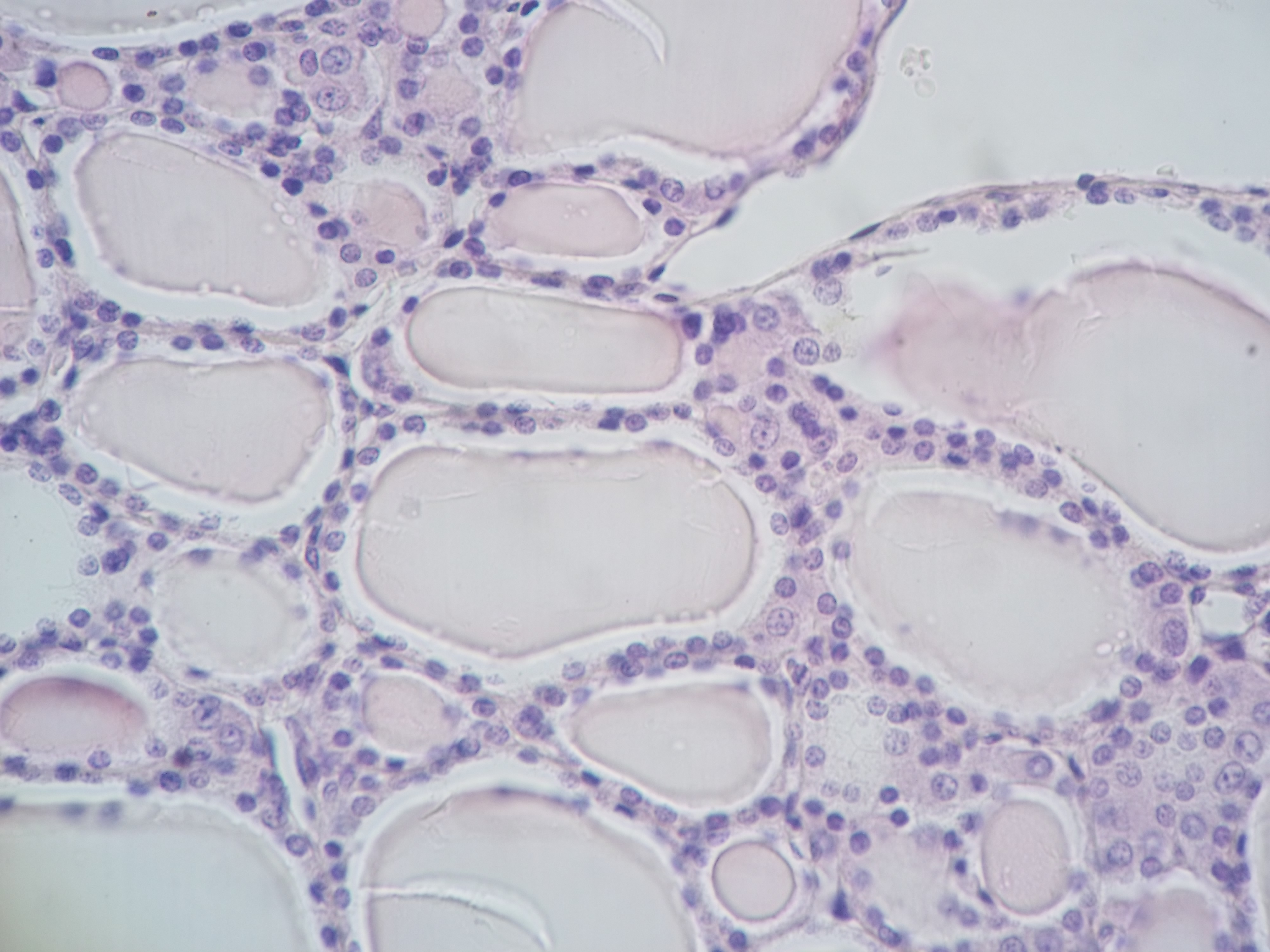
Schildklier met follikels bekleed met thyrocyten en daartussen grotere C-cellen.

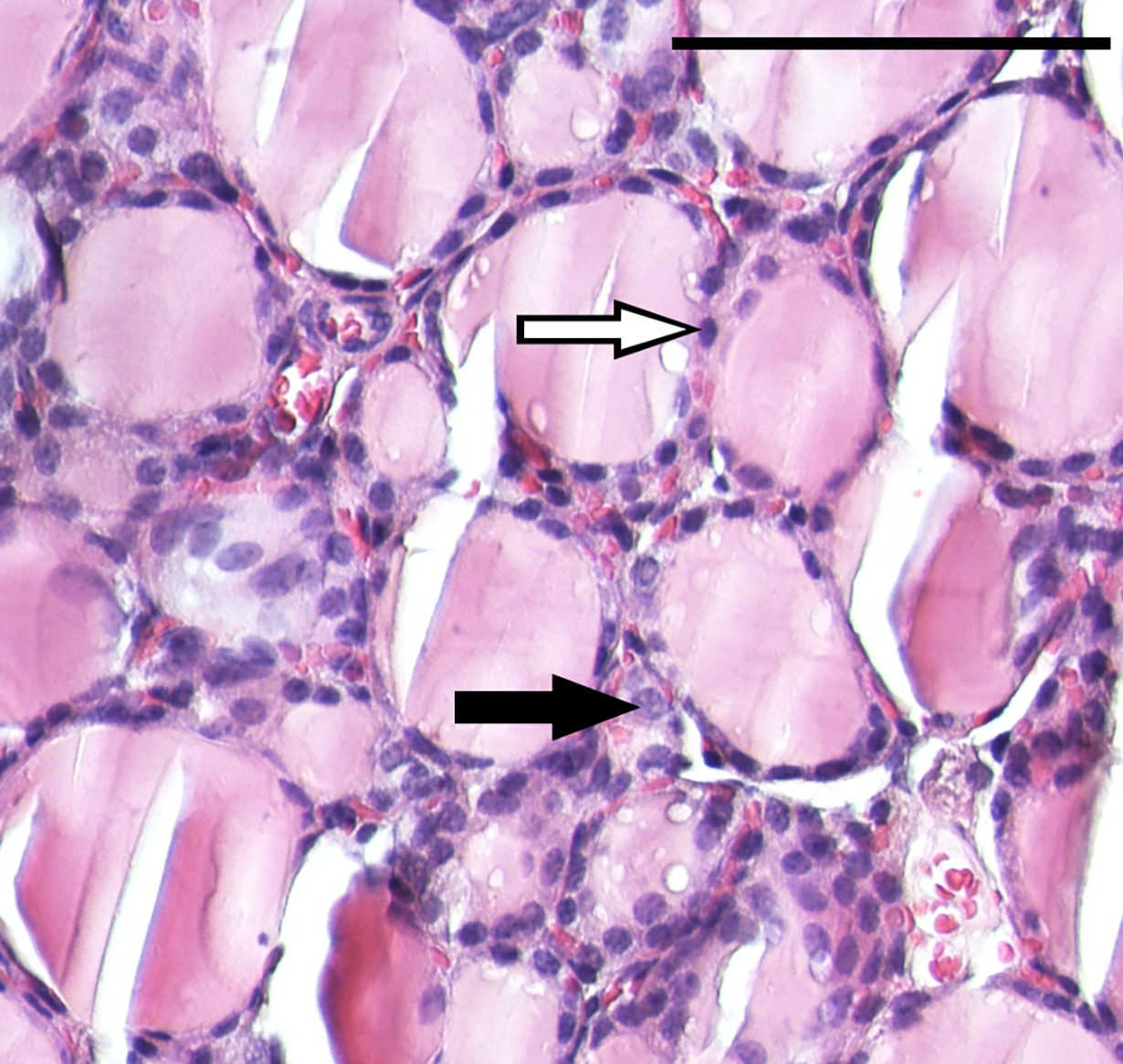
C-cel (zwarte pijl), thyrocyt (witte pijl) bij de muis.

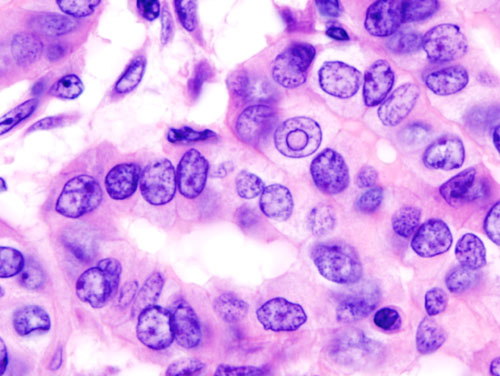
Papillaire schildklierkanker met rechts schuin naar boven uit het midden een C-cel.

C-cellen, parafolliculaire cellen of C-schildkliercellen of gammacellen zijn neuro-endocriene cellen in de schildklier van zoogdieren. Ze worden C-cellen genoemd omdat hun primaire functie het afscheiden van calcitonine is. Ze worden ook parafolliculair genoemd omdat ze zich individueel of in groepjes in het bindweefsel van de schildklier bevinden, tussen of naast de schildklierfollikels. Deze cellen zijn groot en hebben een lichte vlek vergeleken met de thyrocytlen. Bij beenvissen en vogels bevinden deze cellen zich in een structuur buiten de schildklier, genaamd ultimobranchiale lichaampjes   of ultimobranchiale klieren (glandula ultimobranchialis).
Naast calcitonine produceren de C-cellen een hele reeks andere stoffen, zoals serotonine, calcitonine-gen-gerelateerd peptide (CGRP) en somatostatine. De functie hiervan in de schildklier is nog grotendeels niet volledig begrepen. Er wordt aangenomen dat sommige stoffen een regulerende werking hebben op de vorming van de schildklierhormonen triiodothyronine (T3) en thyroxine (T4) in de thyrocyten van de schildklier. Verder wordt door C-cellen ghreline, katacalcine I, katacalcin II, gastrin-releasing peptide, thyroliberine en helodermine geproduceerd.

## Structuur
C-cellen zijn lichtgekleurde cellen die in kleine aantallen in de schildklier voorkomen en zich doorgaans basaal in het epitheel bevinden, zonder direct contact met het folliculaire lumen. Ze bevinden zich altijd in het basaal membraan, dat het gehele schildklierfollikel omgeeft.

## Herkomst
C-cellen zijn afkomstig van het endoderm van de farynx. Embryologisch gezien associëren ze zich met het ultimobranchiale lichaampje, een ventrale afgeleide van de 5e kieuwspleet. Eerder werd gedacht dat C-cellen afkomstig waren van de neurale lijst, gebaseerd op een reeks experimenten met kwartel-kuikenchimaera's.Experimenten met afstammingsonderzoek bij muizen lieten echter zien dat C-cellen afkomstig zijn van het endoderm.

## Invloed zwaartekracht
In verband met ruimtereizen is onderzoek gedaan naar de invloed van de zwaartekracht op het lichaam. Zowel microzwaartekracht (bijna gewichtloosheid) als hyperzwaartekracht (2g) veroorzaken een vergelijkbaar verlies van C-cellen, met een afname van de calcitonineproductie.

## Klinische betekenis
Medullaire schildklierkanker is een vorm van schildklierkanker die ontstaat uit C-cellen.